# Санта-Пола (Испания)
Санта-Пола (исп. Santa Pola) — муниципалитет в Испании, входит в провинцию Аликанте в составе автономного сообщества Валенсия (автономное сообщество). Муниципалитет находится в составе района (комарки) Бахо-Виналопо. Занимает площадь 58,6 км². Население — 31137 человек, из которых 8414 проживают в районе Гран Алакант (на 2017 год). Расстояние до административного центра провинции — 19 км.
С юга и востока территория Санта-Полы ограничена Средиземным морем. С севера и запада — территорией муниципалитета Эльче.
Основной транспортной магистралью, связывающей Санта-Полу с аэропортом Эль-Альтет (исп. El Altet), городами Аликанте, Бенидормом и другими (направление на север), а также с Торревьехой, Картахеной и другими более южными городами является автодорога N-332. К Эльче от центральной части Санта-Полы ведёт автодорога CV-865.
Центральная часть Санта-Полы располагает широкими песчаными пляжами с уходящими далеко в море волноломами. Мыс Санта-Пола, находящийся на севере от центральных пляжей города, защищает эти пляжи, а также городской порт от ветров и волнения.
В Санта-Поле традиционно ведутся соляные разработки. При подъезде к городу с юга по N-332 с восточной стороны от дороги видны большие искусственные горы соли, а с западной, непосредственно примыкая к дороге, — обширные соляные озёра природного парка Салинас Санта-Полы, на которых круглогодично «пасутся» сотни, если не тысячи фламинго, чаек и других птиц.

## Население
| Год  | Численность | Численность   |
| ---- | ----------- | ------------- |
| 2001 | 19 720      | [ 3 ]         |
| 2002 | 20 965      | [ 4 ]         |
| 2003 | 22 253      | [ 5 ]         |
| 2004 | 23 220      | [ 6 ]         |
| 2005 | 25 494      | [ 7 ]         |
| 2006 | 27 521      | [ 8 ]         |
| 2007 | 29 221      | [ 9 ]         |
| 2008 | 30 987      | [ 10 ]        |
| 2009 | 31 760      | [ 11 ]        |
| 2010 | 32 507      | [ 12 ]        |
| 2011 | 33 372      | [ 13 ]        |
| 2012 | 33 965      | [ 14 ]        |
| 2013 | 34 134      | [ 15 ]        |
| 2014 | 31 529      | [ 16 ]        |
| 2015 | 31 657      | [ 17 ]        |
| 2016 | 31 309      | [ 18 ]        |
| 2017 | 31 137      | [ 19 ]        |
| 2018 | 31 745      | [ 20 ] [ 21 ] |
| 2019 | 32 306      | [ 22 ]        |
| 2020 | 33 303      | [ 23 ]        |
| 2021 | 34 148      | [ 24 ]        |
| 2022 | 36 174      | [ 25 ]        |
| 2023 | 37 816      | [ 26 ]        |
| 2024 | 38 556      | [ 1 ]         |

## Галерея

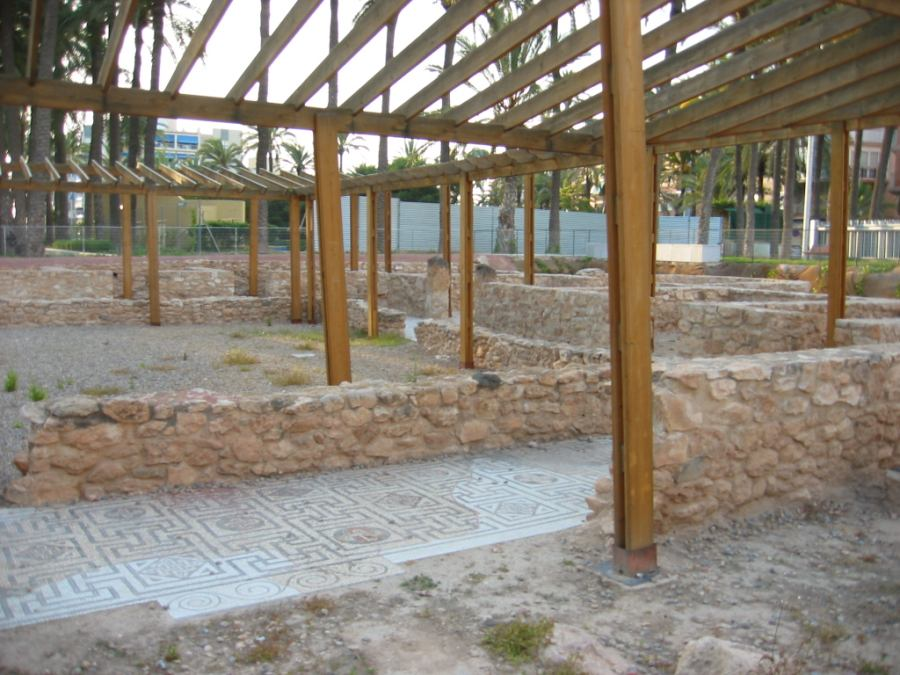
Римские руины
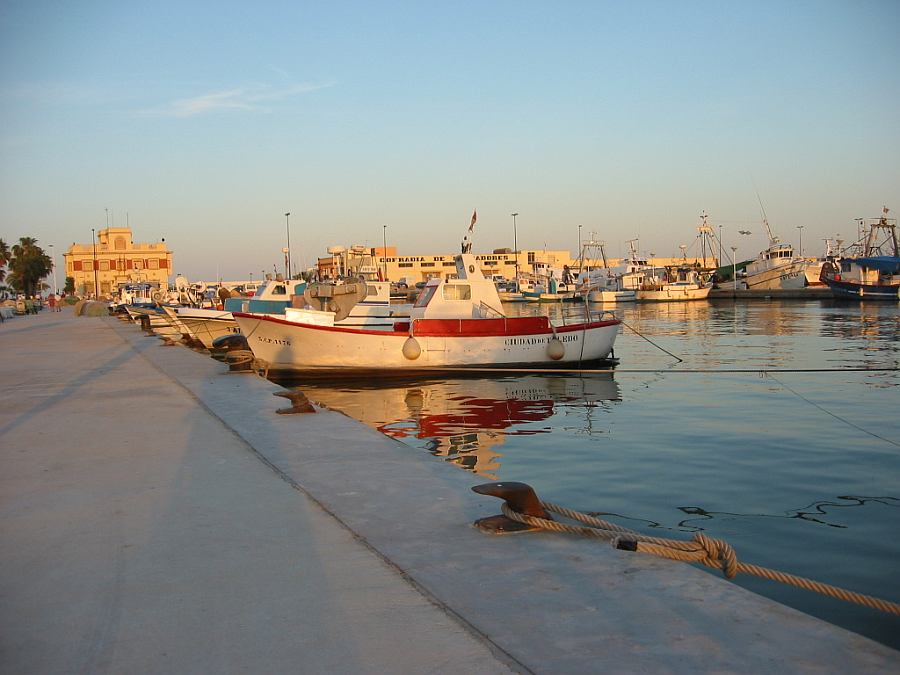
Порт
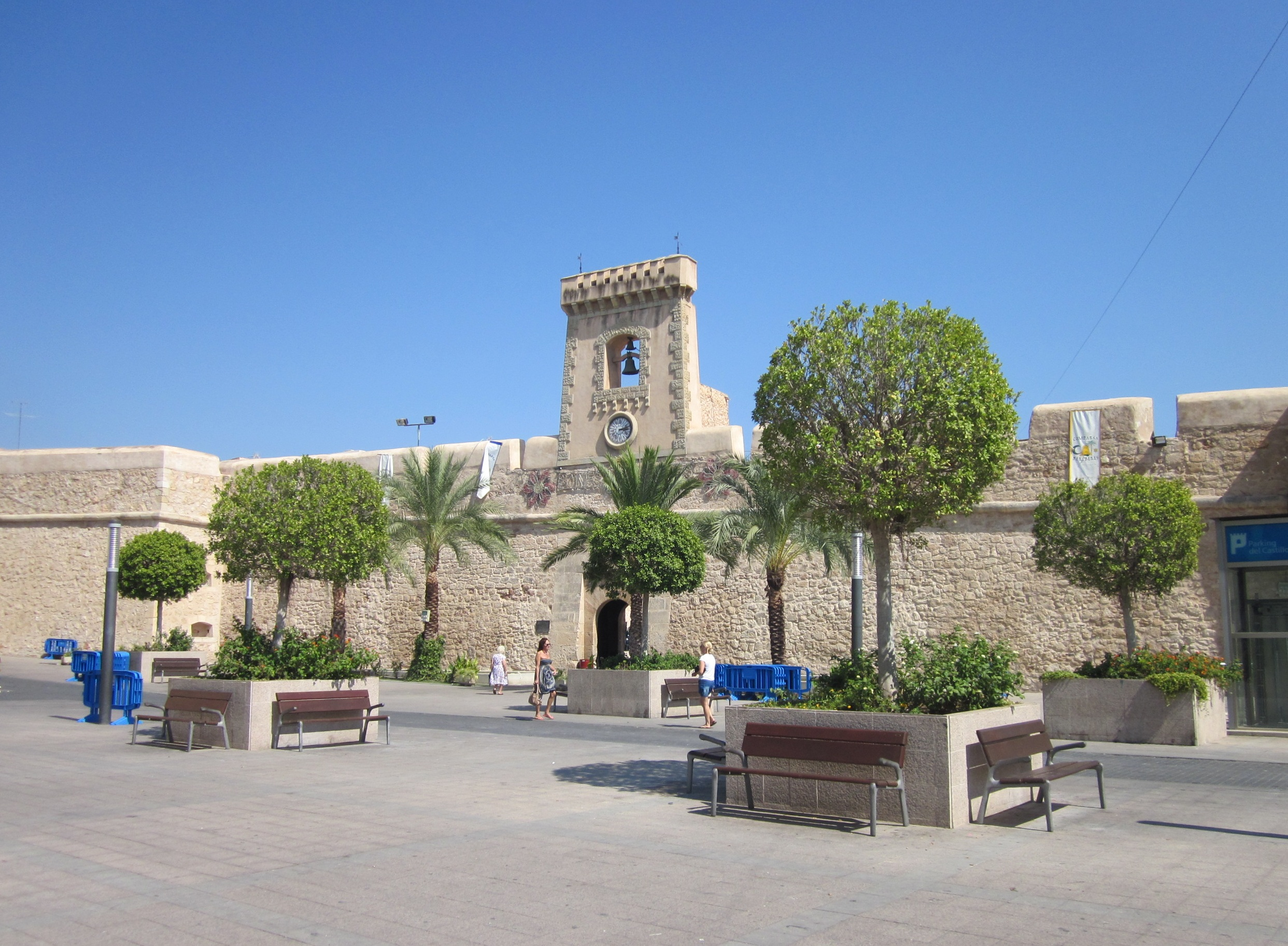
Крепость
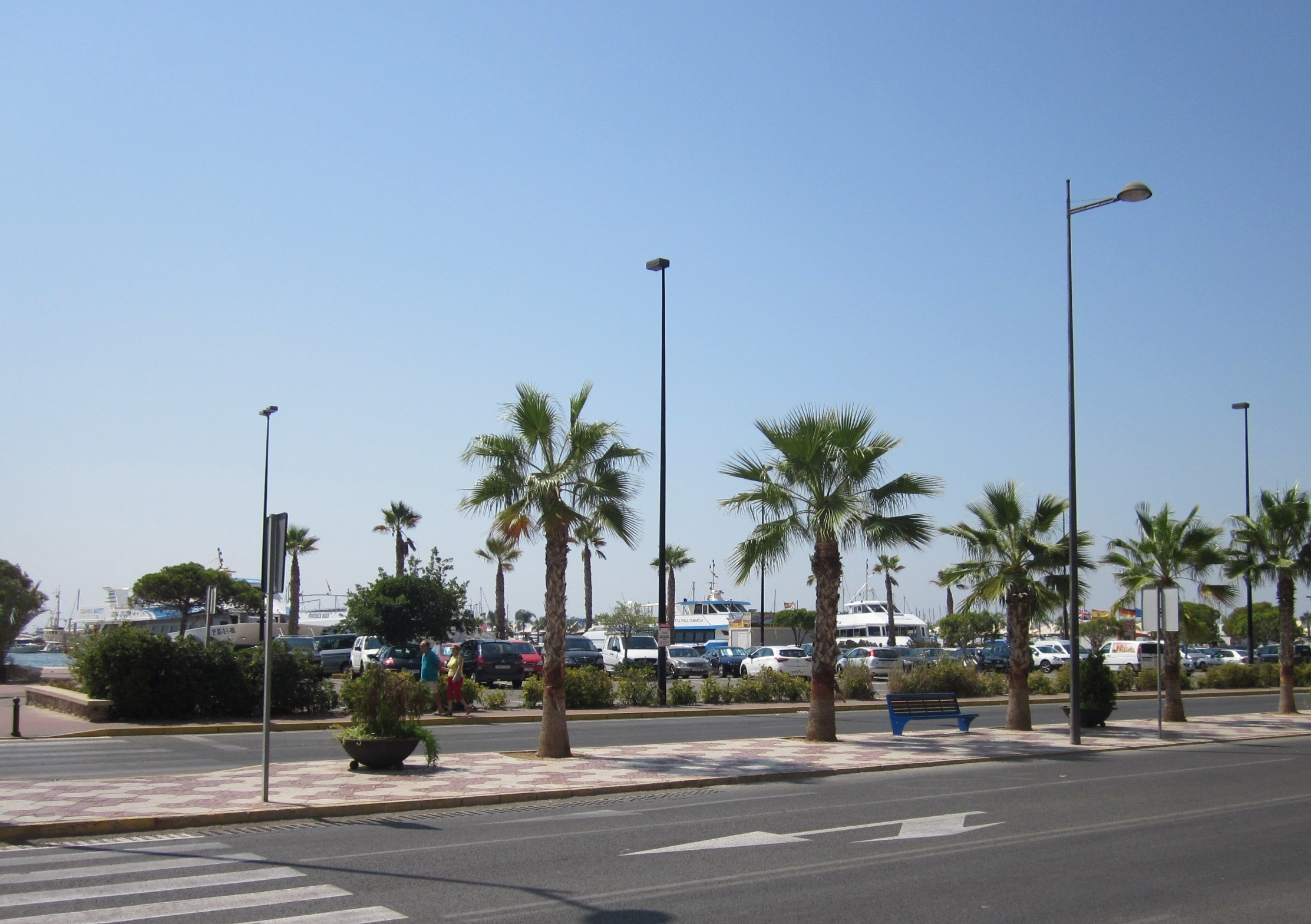
Набережная